# Bruno Zevi

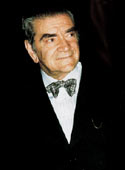
Bruno Zevi

Bruno Zevi (* 22. Januar 1918 in Rom; † 9. Januar 2000 ebenda) war ein italienischer Architekt, Architekturhistoriker, Autor und Universitätsprofessor.

## Leben
Bruno Zevi, in Rom geborener Jude, machte 1933 sein Abitur und beschloss, Architektur zu studieren. Aufgrund der politischen Verhältnisse, insbesondere der faschistischen Rassengesetze, siedelte er 1938 nach London über und studierte an der Architectural Association, anschließend ging er in die USA. Von 1940 bis 1942 war Bruno Zevi Schüler von Walter Gropius an der Harvard University und machte seinen Abschluss an der Graduate School of Design, bevor er 1943 nach Europa zurückkehrte und sich der Resistenza, dem antifaschistischen Widerstand in Italien, anschloss.
Die ersten Jahrgänge der von Zevi herausgegebenen und erstmals 1946 erschienen Architekturzeitschrift Metron zeugten noch von einer streng analytischen Sprache im Stile der klassischen Moderne. Fasziniert von dem architektonischen Werk Frank Lloyd Wrights änderte sich Zevis Haltung jedoch, schon sein 1945 erschienenes Grundlagenwerk Verso una architettura organica rückte bereits deutlich von dieser Haltung ab und erhob die theoretischen Formulierungen Frank Lloyd Wrights zur eigentlichen Inspirationsquelle seiner Architektur.
Im Juli 1945 war Zevi Gründungsvater der Associazione per l’Architettura Organica (A.P.A.O.) (Vereinigung für organische Architektur). Mit Gründung der A.P.A.O. beabsichtigte Zevi eine Loslösung von jeglicher Architektur, die mit dem Faschismus in Zusammenhang stand. Nach der offiziellen neoklassizistisch-monumentalen Staatsarchitektur eines Marcello Piacentini und dem Razionalismo propagierte er einen dritten Weg, hin zu einer völlig neuen, politisch unbelasteten Architektur. Mit der Architettura organica sollte eine liberale, soziale und humane Kraft entstehen. Wichtig für Zevi war dabei deren politische Ausrichtung, die er – ganz im Sinne Frank Lloyd Wrights – in der nach amerikanischem Vorbild verfassten Demokratie sah. Zevi war zeitlebens ein politischer Mensch und von 1978 bis 1988 Mitglied des italienischen Parlaments.
Nach Kriegsende wurde er 1948 ordentlicher Professor für Architekturgeschichte an der Università Iuav di Venezia; 1964 wechselte er an die Architekturfakultät der Universität La Sapienza in Rom.
1951 organisierte Bruno Zevi eine Ausstellung über Frank Lloyd Wright im Palazzo Strozzi in Florenz, um den Anhängern der organischen Architektur das große amerikanische Vorbild näherzubringen. Internationale Beachtung fand das 1984 durchgeführte internationale Architektursymposium „Mensch und Raum“ an der TU Wien, an dem neben Bruno Zevi beispielsweise Justus Dahinden, Dennis Sharp, Pierre Vago, Jorge Glusberg, Otto Kapfinger, Frei Otto, Paolo Soleri, Ernst Gisel, Ionel Schein u. a. teilnahmen.
Zevi war ein international anerkannter Architekturhistoriker und Architekturkritiker, insbesondere hat er sich als Wissenschaftler mit Erich Mendelsohn und Frank Lloyd Wright beschäftigt. Sein 1945 publiziertes Buch Verso un’architettura organica – in bewusster Anspielung auf Le Corbusiers Vers une Architecture von 1923 – wurde in 15 Sprachen veröffentlicht. 1955 gründete er eine eigene Zeitschrift, Cronache di architettura, die bis zu seinem Tode existierte. Seit 1954 schrieb er wöchentliche Kolumnen in den Zeitungen Cronache und L’Espresso.
Zevi vertrat eine Architekturphilosophie basierend auf den alten italienischen Baukulturen. Besondere Beachtung finden die von Bruno Zevi gebaute Bibliothek Luigi Einaudi in Dogliani (1962–1963) und der italienische Pavillon der Weltausstellung in Brüssel (1958). In den sechziger und siebziger Jahren wurden er sowie Kollegen wie Paolo Portoghesi oftmals Ziel von architekturtheoretischen Angriffen, insbesondere durch Manfredo Tafuri.
Bruno Zevi erhielt zahlreiche Auszeichnungen, beispielsweise Ehrendoktorate der Universidad de Buenos Aires, der University of Michigan, Ann Arbor und der Universität Haifa. Er war Ehrenmitglied des britischen Royal Institute of British Architects (RIBA) als auch des American Institute of Architects (AIA). Zevi war Generalsekretär und später Vizepräsident des italienischen Istituto Nazionale di Urbanistica (INU) sowie Emeritus des Internationalen Komitees der Architekturkritiker (CICA) (1965–1977). Er war langjähriger Professor der International Academy of Architecture (IAA) in Sofia.
Zevi war seit 1940 mit der Journalistin Tullia Zevi (1919–2011) verheiratet. Er starb wenige Tage vor seinem 82. Geburtstag an den Folgen einer Grippe in seinem Haus in Rom.

## Zitat
- „Kunst braucht Philosophie nicht, sondern liefert ihr den Stoff.“

## Werke (Auswahl)
- La costituzione dell'Associazione per l'Architettura Organica a Roma, in: Metron, Heft 2, 1945, S. 756
- Verso un'architettura organica. Einaudi, Turin 1945 (Engl.: Towards an Organic Architecture. Faber & Faber, London 1950)
- Frank Lloyd Wright. Mailand 1947 (Deutsch-französische Ausgabe: Birkhäuser, Basel 1998, ISBN 3-7643-5987-0)
- Saper vedere l'architettura. Einaudi, Mailand 1948
- Storia dell'architettura moderna. Turin 1953
- Il linguaggio moderno dell'architettura. Einaudi, Turin 1973 (Engl.:The modern language of architecture. Da Capo Press, New York 1994, ISBN 0-306-80597-9)
- Erich Mendelsohn. Opera completa. Mailand 1970 (Engl.: Erich Mendelsohn. The Complete Works. Birkhäuser, Basel 1999, ISBN 3-7643-5975-7)